# آکاسیای کارو
آکاکیا کارو (نام علمی: Acacia karroo) نام یک گونه از سرده اقاقیا است.